# Sant’Angelo all’Esca
Sant’Angelo all’Esca község (comune) Olaszország Campania régiójában, Avellino megyében.

## Fekvése
A megye északkeleti részén fekszik. Határai: Fontanarosa, Luogosano, Mirabella Eclano és Taurasi.

## Története
Valószínűleg a kora középkorban alapították. A következő századokban nemesi birtok volt. A 19. században nyerte el önállóságát, amikor a Nápolyi Királyságban felszámolták a feudalizmust.

## Népessége
A népesség számának alakulása:

## Főbb látnivalói
- San Michele Arcangelo-templom
- Madonna del Carmine-templom
- San Gerardo-templom
- San Rocco-templom